# مولباخ (شهر اتریش)
مولباخ (به آلمانی: Mühlbachl) یک منطقهٔ مسکونی در اتریش است که در اینسبروک لند واقع شده‌است. مولباخ ۲۸٫۸ کیلومتر مربع مساحت دارد ۹۹۵ متر بالاتر از سطح دریا واقع شده‌است.